# Johann Jakob Reiske
Johann Jakob Reiske (25 de dezembro de 1716 - 14 de agosto de 1774) foi um estudioso, filólogo, médico, teólogo protestante e numismata alemão.
Reiske foi um pioneiro nos campos de estudo da filologia árabe e bizantina, e da numismática islâmica. Na área medica, exerceu essa atividade quando estabeleceu-se em Leipzig.